# Sandy Cohen (baloncestista)
Sandy Cohen III (nacido el 22 de septiembre de 1995 en Green Bay, Wisconsin) es un jugador profesional estadounidense con nacionalidad israelí de baloncesto, que mide 1,98 metros y actualmente juega en la posición de escolta para el Bnei Herzliya de la Ligat ha'Al.

## Profesional
Es un escolta con formación universitaria norteamericana en la Universidad Marquette en la que ingresó en 2014 para jugar durante tres temporadas con los Marquette Golden Eagles. En 2017, cambiaría de universidad para jugar durante dos temporadas con Green Bay Phoenix para disputar las temporadas 2017-18 y 2018-19. En su última temporada de universitario promedia 17.5 puntos, 6.4 rebotes, 4.7 asistencias, 1.9 robos y 1.1 tapones por encuentro.
Tras no ser elegido en el draft de la NBA de 2019, jugaría la liga de verano de la NBA con los Cleveland Cavaliers con el que disputaría tres partidos en Las Vegas y otros dos encuentros en Salt Lake City. En los 5 partidos promedió 0.8 puntos, 1.8 rebotes, 0.8 asistencias y 0.8 robos en 11.5 minutos de media.
El 12 de agosto de 2019, firma por el Maccabi Tel Aviv Basketball Club de la Ligat Winner por cuatro temporadas.
Durante la temporada 2019-20 disputa 13 partidos de Ligat Winner en los que promedia 5,38 puntos por encuentro y además, 14 partidos de Euroliga en los que solo promedia 1,57 puntos.
En la temporada 2021-22, firma por el Bnei Herzliya de la Ligat ha'Al.